# Siderack

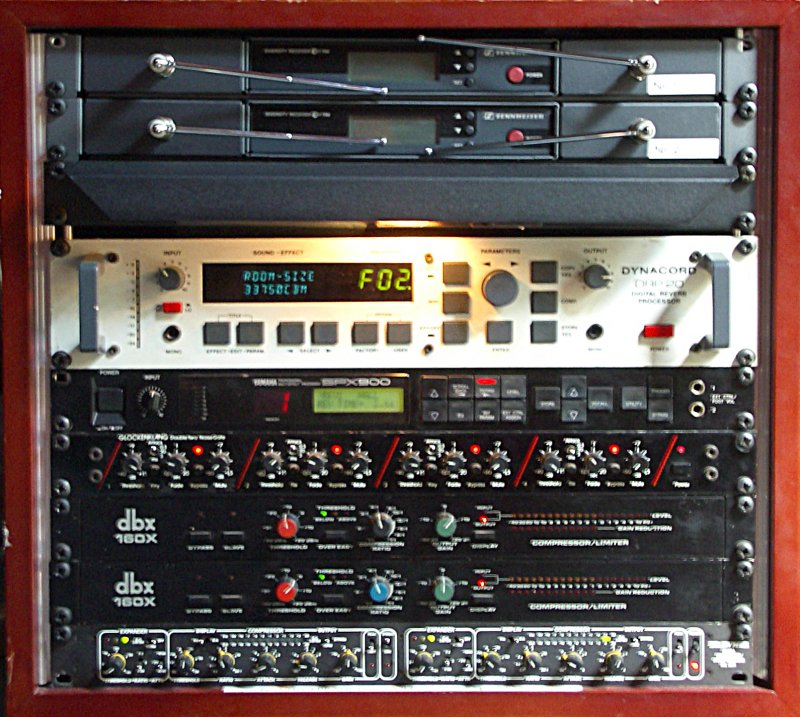
Siderack mit (v. o. n. u.): 2 Funkempfängern, Beleuchtung, 2 Hallgeräten, 4fach-Gate, 2 Kompressoren, Stereokompressor

Als Siderack bezeichnet man in der Ton- und Veranstaltungstechnik ein an der Seite des Mischpultes aufgebautes  Rack oder Flightcase. In diesem sind Geräte zur Bearbeitung der Audiosignale eingeschraubt, zum Beispiel Effektgeräte.
Der fertige Zusammenbau und die Verkabelung mehrerer Funktionen in einem Rack erleichtern den Transport und die Inbetriebnahme.
Ein Siderack ist meist im 19-Zoll-Format aufgebaut, da dies das Standardmaß für professionelle Audiogeräte ist.